# Militaire Orde van Sint-Matteüs
De Militaire Orde van Sint-Matteüs, Spaans: "Orden Militar de San-Matteo", is een Colombiaanse orde voor dapperheid en verdienste in de Colombiaanse strijdkrachten.
Het versiersel, een blauw geëmailleerd kruis met acht punten waarop kleine ballen zijn gemonteerd op een lauwerkrans, hangend aan een lint in de kleuren van de Colombiaanse vlag, heeft een portret als medaillon.